# Sō Aono
Sō Aono (japanisch 青野 聰, Aono Sō; * 27. Juli 1943 in der Präfektur Tokio) ist ein japanischer Schriftsteller.

## Leben
Aono wurde als dritter Sohn des bekannten Literaturkritikers Suekichi Aono und von Matsui Matsue in Tokio geboren. Aonos Mutter starb, als er zwei Jahre alt war; er wurde von seiner Stiefmutter aufgezogen. Aono studierte japanische Literatur an der Waseda-Universität, verließ die Universität jedoch ohne Abschluss, um zu reisen. Er bereiste Europa und Nordafrika und kehrte 1971 nach Japan zurück, um sein Debüt als Schriftsteller zu geben.
Von 1972 bis 1977 reiste er erneut durch Europa. Seit seiner Rückkehr nach Japan veröffentlichte er literarische Werke und Kritiken. Er lehrt gegenwärtig als Professor für Literatur an der Tama Art University in Tokyo. Er ist mit der Schauspielerin Moe Kamura (佳村 萌) verheiratet.
Aono zählt – neben Haruki Murakami, Ryū Murakami sowie Yamada Emi und Banana Yoshimoto – zu den herausragenden japanischen Schriftstellern der achtziger und neunziger Jahre, die auch „Die Internationalen“ genannt werden und deren Ziel es war, Japan internationaler zu machen.
Aono übersetzte Werke Charles Bukowskis ins Japanische. Zudem war er Mitglied des Auswahlkomitees für den Mishima-Preis und den Hirabayashi-Taiko-Literaturpreis.
In seinem, bereits 1991 erschienenen Roman „Haha yo“ (Deutsch: „Mutter wo bist Du“) spricht Aono sowohl über „den Himmel mit dem besonderen Blau über den Adatara-Bergen bei Fukushima“ als auch über die Gefährlichkeit der Atomkraftwerke Fukushima mit den Worten: „Wenn ein Unglück geschähe, wäre diese Gegend, die ja nicht weit von der Küste entfernt ist, der Katastrophe hilflos ausgeliefert.“

## Preise und Auszeichnungen
- 1979 Akutagawa-Preis für Gusha no yoru (愚者の夜, Night of the Fools)[4]
- 1984 Noma-Literaturpreis für Nachwuchsschriftsteller Haha kara no koe (女からの声)
- 1998 MEXT Award – Kunstpreis des Ministers für Erziehung und Unterricht für Ningen no itonami (人間のいとなみ).
- 1991 Yomiuri-Literaturpreis für Haha yo (母よ).

## Werke
- 1991 Haha yo (母よ)
  - dt. Mutter wo bist du. Ein autobiografischer Roman. Übersetzt von Thomas Eggenberg, der hierfür 2010 mit dem Übersetzerpreis der Japan Foundation ausgezeichnet wurde. bebra Verlag, Berlin 2009, ISBN 978-3-86124-906-1.

### Übersetzungen
- 1994 Charles Bukowski: Machi de ichiban no bijo (町でいちばんの美女, d. i. Die schönste Frau in der ganzen Stadt)
- 1995 Charles Bukowski: Arikitari no kyōki no monogatari (ありきたりの狂気の物語, d. i. Schlechte Verlierer)